# Абдуллаев, Гасан Мамедбагир оглы

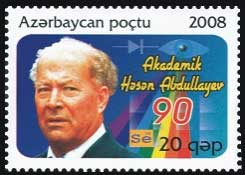
Почтовая марка Азербайджана, 2008 год

Гасан Мамедбагир оглы Абдуллаев (азерб. Həsən Məmmədbağır oğlu Abdullayev; англ. Hasan Abdullayev, в большинстве документов проходит как Гасан Багирович Абдуллаев;
20 августа 1918, Яйджи, Нахичевань — 1 сентября 1993, Баку) — крупный и ведущий советский и азербайджанский физик, выдающийся организатор науки, создатель научной школы, Президент АН Азербайджанской ССР (1970—1983), академик АН АзССР (1967), член-корреспондент АН СССР и РАН (1970). Доктор физико-математических наук, профессор. Депутат Верховного Совета СССР.
Автор ряда научных трудов (больше 50 изданы за рубежом) по теме исследования и применения полупроводниковых материалов и приборов. Автор 28 монографий (в том числе на английском языке, изданных за рубежом), более 800 научных статей, 585 советских авторских свидетельств (патентов), в том числе 171 секретных, 65 сверхсекретных, 35 зарубежных патентов на изобретения (в США, Франции, Японии, ФРГ, Голландии, Великобритании, Швеции, Италии, Индии, и др. стран). Книга академика Гасана Абдуллаева по физике полупроводников «Электронные полупроводники и их применение» (Elektron yarımkeçiricılər və onların tədqiqi, 1952) — первый научный труд по физике полупроводников, изданный на азербайджанском языке.
Столетие учёного широко отмечается в Азербайджане и за рубежом в 2018 году.

## Биография
Родился в селении Яйджи, Джульфинского района Нахичеванского района Азербайджанской Демократической Республики.
В 1941 году окончил физический факультет Азербайджанского педагогического института. В 1941—1944 годах преподавал в Ордубадском педагогическом училище.
С 1945 года вся жизнь и деятельность профессора Гасана Абдуллаева неразрывно связана с Академией наук, где он прошёл путь от лаборанта до академика, президента Академии наук Азербайджана. С 1945 года Гасан Абдуллаев работал в Институте физики и математики АН Азербайджанской ССР, одновременно, преподавал в вузах республики — АПИ, АМИ, АГУ.
В 1947 году организовал первые в республике общегородские семинары по физике полупроводников, ставшие республиканскими. Учёный до конца жизни проводил их сам лично, еженедельно, по средам. Так, ещё до защиты кандидатской диссертации, Абдуллаевым Г. Б. началось основание направления по физике полупроводников и собственной школы в Азербайджане. Прославленные «абдуллаевские семинары» получили всемирное признание, многие ведущие учёные из различных стран мира, в том числе, лауреаты нобелевской премии, приезжали в Баку, чтобы принять активное в них участие и обменяться научным опытом с академиком Гасан Абдуллаевым.
В 1948 году Абдуллаев Г. Б., окончив аспирантуру, защитил кандидатскую диссертацию на тему «Исследование температурной зависимости анодной поляризации в электронных полупроводниках» (азерб. «Elektron yarımkeçirilərdə anod polyarizasiyasının temperatur asılılığının tədqiqi»). Электронный механизм, предложенный для объяснения полученных результатов, содержал новые для того времени идеи, получившие в дальнейшем глубокое развитие в работах учёного, развив целый ряд фундаментальных направлений в физике конденсированных сред, в физике полупроводников и полупроводниковой электронике. Исследования Абдуллаева определили развитие новых прикладных областей физики. Г. Б. Абдуллаев заложил основы современной технологии производства полупроводниковых преобразователей и других электронных устройств, создал большую научную школу в области физики твёрдого тела, развернув в Азербайджане исследования по астрофизике, молекулярной биологии, ядерной и медицинской физике.
С сентября 1948 г. по январь 1950 г. — заместитель директора института физики и математики Академии наук Азербайджанской ССР, с января 1950 г. по август 1950 г. — и. о. директора института физики и математики АН Азербайджанской ССР.
В 1950—1953 годах работал в Ленинградском физико-техническом институте, в лаборатории профессора Д. Н. Наследова. В результате комплексных исследований, Г. Б. Абдуллаевым были выяснены физическая природа и процессы образования, формовки и расформовки запирающего слоя селеновых выпрямителей.
Докторскую диссертацию на тему «Исследование физических процессов, происходящих в селеновых выпрямителях», Г. Б. Абдуллаев защитил в Ленинграде, Физико-техническом институте АН СССР в 1954 году под руководством профессора Д. Н. Наследова и председательством академика А. Ф. Иоффе, бывшим учеником немецкого физика, проф. Рентгена.
В 1954 году в Азербайджанском государственном университете (ныне БГУ) д, ф-м.наук Гасан Абдуллаев основал первую в Азербайджане кафедру физики полупроводников, которая была одной из первых в Советском Союзе, где воспитал многочисленных учеников.
С сентября 1954 г. по апрель 1957 г. — заместитель директора института физики и математики Академии наук Азербайджанской ССР, а с апреля 1957 г. по сентябрь 1993 г. — бессменный директор созданного им на основе собственного научного «селенового» направления, Института физики АН Азербайджанской ССР, благодаря успешным, инновационным исследованиям и руководству Абдуллаева, ставшему ведущим в Советском Союзе и утверждённому головной организацией в СССР в соответствие с постановлением ЦК КПСС и Совета Министров СССР. Благодаря личной инициативе академика Абдуллаева, на базе Института физики АН Азербайджанской ССР создан целый ряд, в дальнейшем, самостоятельных научных и научно-производственных организаций: Сектор радиационных исследований (ныне Институт Радиационных исследований), научный центр «Каспий», ставший первым в мире Институтом космических исследований природных ресурсов Земли из космоса (ныне Азербайджанское Аэрокосмическое Агентство), СКБ Института физики с экспериментальным производством (всего создал 12 СКБ при многих институтах АН) и более 50 различных НИИ институтов, производственных заводов, вузов и др. Значительная часть научных кадров, работающая в этих организациях, воспитана академиком Гасан Абдуллаевым.
В 1955 году избран член-корреспондентом, в 1967 году — действительным членом АН Аз. ССР. В 1968—1970 годах — академик-секретарь Отделения физико-технических и математических наук АН Аз. ССР.
В 1970 года избран член-корреспондентом АН СССР и АН РСФСР (РАН) Отделения общей физики и астрономии по специальности «физика».
C 1970 по 19 декабря 1983 года — Президент Академии наук Азербайджанской ССР (14 лет,-самый долговременный руководитель АН Азербайджана за всю её историю).
Награды: За доблестный труд (1970), Почётная грамота Всесоюзного общества «Знание», Золотые медали ВДНХ СССР (1972, 1975, 1977, 1978), Ветеран Труда (1983), Большая золотая медаль международной Лейпцигской весенней ярмарки ГДР (1972), Кавалер Ордена Трудового Красного Знамени. Лауреат Золотой медали имени С. И. Вавилова. В 1970 году стал лауреатом Государственной премии Азербайджанской ССР, в 1974 году получил почётное звание «Заслуженный деятель науки Аз. ССР». Кавалер Ордена Ленина 1978 года.
Депутат Совета Национальностей Верховного Совета СССР 8, 9, 10 созывов (1970—1984) от Шекинского избирательного округа Азербайджанской ССР № 223. Член Комиссии по народному образованию, науке и культуре Совета Национальностей. Член ЦК КП Азербайджана.
Академик Гасан Абдуллаев был председателем Комитета по государственным премиям Аз. ССР в области науки и техники. С 1970 года был председателем республиканского отделения Всесоюзного общества «Знание».
Кроме родного азербайджанского языка и русского языка, владел турецким, немецким и английским языками.
Женат, трое детей, и шесть внуков.
Умер 1 сентября 1993 года в возрасте 75 лет, погребён в Аллее почётного захоронения города Баку.

## Научная деятельность
Академик Гасан Абдуллаев достиг значительных научных результатов в области исследования роли селена в биологических процессах, физике полупроводниковых приборов, изготовленных на основе сложных соединений селена и теллура.
Открыл новые группы двойных и тройных соединений селена и теллура, предложил диоды с управляемой электрической памятью, получил сложные полупроводники, применяемые в качестве приёмников в видимой и инфракрасной областях спектра. Впервые дал объяснение аномальным явлениям в селене и указал пути управления его свойствами. Провёл большой комплекс работ по получению полупроводниковых монокристаллов сложного химического состава для лазеров и элементов памяти.
Под руководством академика Гасана Абдуллаева создан ряд новых приборов из сложных полупроводников, в том числе, приборы с электрической памятью длительного хранения, работающие по новым физическим принципам. За разработку полупроводниковых материалов термоэлектрических преобразователей. Абдуллаевым были получены патенты США, Франции, Великобритании, Японии, Германии, Голландии, Швеции, Италии, Индии.
Академик Гасан Абдуллаев — один из патриархов мировой электроники и новых технологий, основатель школы физики полупроводников в Азербайджане, организатор первых в республике (с 1947 года) общегородских, затем республиканских семинаров по физике полупроводников, автор первого научного труда по физике полупроводников на азербайджанском языке (1952), организатор одной из первых в СССР кафедры физики полупроводников и СКБ (технопарков) при НИ институтах.
Благодаря научным исследованиям и организационной работе академика Гасана Абдуллаева, созданный на базе собственного, впервые основанного в науке направления Институт Физики, специализированный на исследованиях по селену, стал одним из ведущих в мире научных центров и с момента создания, в 1957 году был утверждён Головной организацией в СССР по исследованию полупроводниковых материалов и координации работ по разработке медицинских термоэлектрических устройств, проблемы синтетических нафтеновых кислот и проблемы магнитных полупроводников. За выдающийся вклад в развитие электроники и новых технологий под руководством Г. Б. Абдуллаева Институт Физики был отмечен 12 высшими государственными наградами СССР, на базе данного Института и его лабораторий, где работают кадры, подготовленные Абдуллаевым, были созданы многие другие научно-исследовательские институты (НИИ) в республике.
До Г. Б. Абдуллаева в Азербайджане не существовало научно-исследовательского института со специальным направлением в области физики полупроводников. С 1954 года заместитель, а с 1957 года директор физико-математического института член-корр. АН Абдуллаев, вместо продолжения бессистемных исследований в бесперспективном институте, основал новый институт с единым, специальным направлением в области физики полупроводников. Открытия и разработки Г. Б. Абдуллаева начала 1950-х годов, были связаны с выявленными им свойствами селена (Se), определившими бурное развитие электроники. Работы Абдуллаева явились основой нового научного направления в физике полупроводников и были высоко оценены в СССР и в мире. Основанный Абдуллаевым в 1957 году Институт физики, получив исключительный статус, отныне был специализирован в направлении физики полупроводников с приоритетом селена и его соединений. В том же году, постановлением ЦК КПСС и Совета Министров СССР от 1957 года, Институт физики АН Азербайджана был утверждён головной организацией Советского Союза.
Для основателя и руководителя Института физики, член-корреспондента АН Азербайджана Г. Б. Абдуллаева важной задачей ещё оставалась подготовка кадров, увеличение их числа, штатов, создание специальных лабораторий и их оснащение соответствующим оборудованием, что требовало от него чётких, профессиональных знаний и организаторских способностей. Актуальным было повышение квалификации сотрудников, приобщение к международному опыту, утверждение научного авторитета Института в мире. Новый Институт физики во главе с директором акад. Г. Б. Абдуллаевым, помимо перспективности, способствовал росту экономики и обороноспособности государства. На базе Института физики под руководством Гасана Абдуллаева стали создаваться новые научно-исследовательские институты, СКБ (технопарки), вузы, заводы и другие научно-производственные (НП) предприятия. Положив начало бурному развитию науки и научно-технического прогресса, член-корр. АН СССР, академик Гасан Абдуллаев вывел советскую и азербайджанскую науку на мировой уровень. Известный учёный своим авторитетом добился передачи Институту физики новостроенного здания в Академгородке и сам лично участвовал в оснащении оборудованием каждой лаборатории.
По инициативе и активном участии Г. Абдуллаева в 1954 году в Азербайджанском государственном университете (АГУ, ныне БГУ), впервые в Азербайджане была создана кафедра физики полупроводников — одна из первых в СССР. В том же университете, позже, он создал первый в республике факультет астрофизики. В 1959 году Г. Абдуллаев выдвинул инициативу и организовал Шамахинскую Обсерваторию.
Академик Гасан Абдуллаев создатель научной школы полупроводников в Азербайджане. Он был членом научного совета журнала «Физика и химия полупроводников» АН СССР и председателем республиканского научного совета «Проблемы физики» общества «Знание».
Академик Абдуллаев выступал на международных научных совещаниях в США (1961, 1972), Франции (1957, 1971, 1976), Болгарии (1958), Румынии (1958), Англии (1962), Польше (1963), Японии (1966), Швеции (1971), Иране (1972) и других странах. Он читал лекции по физике полупроводников в США (1970), Турции (1974), Франции (1976).
Автор ряда научных трудов (больше 50 изданы за рубежом) по теме исследования и применения полупроводниковых материалов и приборов. Книга академика Гасана Абдуллаева по физике полупроводников «Электронные полупроводники и их применение» (Elektron yarımkeçiricılər və onların tədqiqi, 1952) — первый научный труд по физике, изданный на азербайджанском языке. Автор 28 монографий (в том числе на английском языке, изданных за рубежом), более 600 научных статей, 585 советских авторских свидетельств (патентов), в том числе 171 секретных, 65 сверхсекретных, 35 зарубежных патентов на изобретения (в США [патенты № US3472652 A (1966), US4431034 A (1980), US4493140 A (1980) и US4403631 A (1980)], Франции, Японии, ФРГ (патент № DE3049837 C2), Голландии, Великобритании, Швеции, Италии, Индии, и др. стран)
В третьем (последнем) издании Большой Советской Энциклопедии, в статье посвящённой полупроводниковой электронике в СССР, особо отмечается огромная роль академика Гасана Абдуллаева в развитии науки и техники в Советском Союзе, ставя его имя в списке среди первых: «Большой вклад в создание Полупроводниковой электроники внесли советские учёные — физики и инженеры (А. Ф. Иоффе, Н. П. Сажин, Я. И. Френкель, Б. М. Вул, В. М. Тучкевич, Г. Б. Абдуллаев, Ж. И. Алфёров, К. А. Валиев, Ю. П. Докучаев, Л. В. Келдыш, С. Г. Калашников, В. Г. Колесников, А. В. Красилов, В. Е. Лашкарёв, Я. А. Федотов и многие др.).»
Академик Гасан Абдуллаев был ведущим экспертом по селену в СССР, поэтому именно ему было оказано доверие в подготовке и публикации статьи про селен в третьем (последнем) издании Большой Советской Энциклопедии
В публикации Академии наук СССР в 1978 году говорилось: «Специалист в области физики полупроводников Г. М. Абдуллаев, занимаясь комплексным изучением селена, обнаружил и объяснил некоторые специфические свойства элемента и создал ряд приборов на этой основе. Им был получен новый класс сложных полупроводниковых соединений, разработаны различные типы преобразователей, а также переключающие приборы с памятью, квантовые генераторы, приёмники излучения и т. д. Много сил и энергии отдаёт Г. М. Абдуллаев развитию науки в республике. Он организатор и бессменный руководитель Института физики АН Азербайджанской ССР; по его инициативе в Академии за последние годы открыты новые научные учреждения, расширилась сеть научно-производственных организаций, улучшена подготовка научных кадров. Его активная научно-организационная деятельность на посту президента Академии наук республики способствует повышению эффективности научных исследований, укреплению их связи с решением народнохозяйственных задач, развитию в Азербайджане полупроводникового приборостроения и микроэлектроники, электрохимии, биохимии и биофизики, молекулярной биологии.»
В специальной статье посвящённой 60-летию открытия транзистора и этапам становления полупроводниковой электроники в СССР в российском научном журнале роль академика Абдуллаева была также высоко оценена: «Модель с использованием структуры с p−n-переходом для объяснения выпрямления в селеновых выпрямителях предлагалась Д. Н. Наследовым и Г. Б. Абдуллаевым. Несмотря на многочисленные исследования, теория функционирования полупроводниковых выпрямителей на основе закиси меди и селена в течение многих лет не была создана.»
В другом российском издании посвящённом селену, отмечается: «А вскоре биологи выяснили ещё более важный факт: недостаток селена в организме (недостаток, а не избыток!) вызывает те же изменения, что и недостаток витамина Е. Но и это ещё не все. Как это ни странно, но одну из самых важных ролей селена в живом организме установил не биолог, не химик даже, а физик. В 1952 г. молодой советский физик Г. Б. Абдуллаев, впоследствии президент Академии наук Азербайджанской ССР, заметил, что спектральные чувствительности человеческого глаза и элементарного селена, применяемого в фотоэлементах, практически совпадают. На этом совпадении можно было строить предположение о том, что селен и в живом организме занимается преобразованием световой энергии в электрическую, а точнее — в энергию электрического потенциала сетчатки глаза. И это — начало нашего зрительного восприятия окружающего. Довольно долго это предположение оставалось лишь предположением, а потом медики обнаружили селен в сетчатке. У человека его оказалось немного — около 7 мкг, зато у зоркого орла — в 100 с лишним раз больше, 780 мкг. Позже в опытах с живыми кроликами была установлена прямая зависимость между остротой зрения и содержанием селена в глазах.»
А. М. Прохоров, лауреат нобелевской премии, академик СССР и РАН, в официальном издании АН СССР «Успехи физических наук», в 1983 году, подробно описал достижения Института физики АН Аз. ССР и всей Академии наук Аз. ССР под руководством академика Гасана Абдуллаева: «Институт физики Академии наук Азербайджанской ССР является головным в стране по исследованию селена и приборов на его основе. В Азербайджане создана целая отрасль промышленности по производству селена высокой чистоты и высокоэффективных селеновых преобразователей, которые экспортируются во многие страны мира. В Институте физики предсказано существование и впервые получено большое число ранее неизвестных групп тройных и четверных анизотропных полупроводниковых соединений, которые перспективны для микроэлектроники и лазерной техники. В АН Азерб. ССР созданы несколько лет назад Институт космических исследований природных ресурсов и НПО космических исследований, которое является головным по организации и проведению полигонных исследований по проблеме „Изучения Земли из космоса“ и координирует эти работы в рамках программы „Интеркосмос“ с участием социалистических стран. Здесь разработаны методы дешифровки и интерпретации аэрокосмической информации о природной среде в интересах геологии, географии, океанологии, водного и сельского хозяйства.»
Академики Ж. И. Алфёров, Е. П. Велихов, Б. М. Вул, А. М. Прохоров, М. А. Топчибашев, и В. М. Тучкевич писали в 1978 году:

С именем Г. Б. Абдуллаева связано обнаружение и детальное объяснение специфических особенностей физических свойств селена, позволившие создать целый ряд преобразователей, нашедших широкое применение. В настоящее время благодаря работам Г. Б. Абдуллаева установлена возможность объяснения «аномальных» свойств селена на основе представлений о его специфической цепочечной структуре. Объяснены электрические и тепловые свойства селена, их изменение от температуры, содержания примесей, термообработок, диффузионных процессов, влияния сильных электрических н магнитных полей и других воздействий.
Важным результатом проведённых Г. Б. Абдуллаевым исследований явилось установление возможностей и получение нового класса сложных полупроводниковых соединений. Ценной особенностью этих исследований, начатых ещё в 60-годы, являются последовательная и детальная разработка технологии получения монокристаллов, установление энергетического спектра носителей тока, объяснение электрических, тепловых, оптических и других явлений, создание различного типа преобразователей.
С именем Г. Б. Абдуллаева связаны основные представления физики полупроводников о свойствах соединений А III — B IV и их более сложных аналогов. Среди большого количества полупроводниковых преобразователей, созданных на их основе, а также на основе халькогенидов первой группы, особое место занимают переключающие приборы с памятью. Изготовлены как полярнозависимые, так и полярнонезависимые переключающие элементы с варьируемыми параметрами. Показана возможность управления ими светом и электрическим полем. На основе этой же группы материалов созданы квантовые генераторы, дешифраторы, сканеры, приёмники различных типов излучений, охладители и т. п.
Отдельно следует отметить результаты проведённых Г. Б. Абдуллаевым (совместно с биологами) исследований в области молекулярной биологии и биофизики. Экспериментально установлено неизвестное ранее явление усиления вызванных светом электрических потенциалов сетчатки глаза под воздействием селена, принимающего участие в механизме преобразования лучистой энергии в электрическую. Эти работы, помимо важной роли в понимании процесса зрения, имеют несомненное значение для применения соединений селена в качестве эффективного терапевтического средства. Впервые обнаружен факт избирательного ингибирования селеном активности первой формы фермента, катализирующего синтез рибосомной рибонуклеиновой кислоты на матрице дезоксирибонуклеиновой кислоты (ДНК).
Несмотря на большой круг вопросов, затрагивающих научные интересы Г. Б. Абдуллаева, далеко не полный перечень которых приведён выше, он уделяет почти столь же большое внимание научно-организационной работе и подготовке кадров. Г. Б. Абдуллаев является организатором и бессменным руководителем ордена Трудового Красного Знамени Института физики АН Азерб. СССР.
Г. Б. Абдуллаеву принадлежит большая заслуга в постановке и развитии в Академии наук республики смежных направлений фундаментальных наук, таких, как электрохимия, биохимия, биофизика, молекулярная биология, молекулярная генетика и т. д.
В результате огромной и напряжённой деятельности Г. Б. Абдуллаева в научных учреждениях Академии наук Азербайджанской ССР осуществлён коренной поворот к решению задач народного хозяйства, потребностей практики на основе решения проблем фундаментальных наук. За период после 1970 г. в десятки раз увеличилось число авторских свидетельств, получаемых сотрудниками АН Азерб. ССР, резко возрос удельный вес работ, внедряемых в промышленность, чему в значительной степени способствовало создание сети хозрасчётных СКБ и опытных заводов. Создание сети СКБ и опытных заводов в Академии наук Азерб. ССР Г. Б. Абдуллаев осуществляет планомерно, настойчиво и уделяет этому самое пристальное внимание: его интересует тематика, кадры, оснащение этих учреждений.
Важным результатом деятельности Г. Б. Абдуллаева надо считать развитие новых для Азербайджанской ССР неметаллоемких отраслей промышленности: микроэлектроника, полупроводниковое приборостроение.

## Организатор науки
Под руководством академика Гасана Абдуллаева Академия Наук республики стала бурно развиваться, были созданы десятки новых научно-исследовательских институтов, центров, конструкторских бюро, высшеобразовательных учреждений:
- с 1947 — первые общегородские, впоследствии — общереспубликанские, семинары по физике полупроводников;
- 1954 — кафедра физики полупроводников в Азербайджанском государственном университете (ныне БГУ);
- 1957 — Институт физики с «селеновым» направлением, созданный на базе основанного Абдуллаевым Г. М. Б. совершенно нового научного направления в области физики полупроводников;
- 1959 — Институт математики и механики;
- 1960 — Шамахинская астрофизическая обсерватория, на базе Сектора астрофизики;
- 1965 — Институт кибернетики, на базе Вычислительного центра;
- 1966 — Лаборатория низких температур и Криогенная станция;
- 1967 — Лаборатория и Сектор Астрофизики в Батабате, с 1970 — Нахчыванская Обсерватория;
- 1968 — СКБ «Теллур» с опытным заводом;
- 1969 — Сектор Радиационных исследований, ставший Институтом Радиационных Проблем (с 2014 года, Нац. Центр Ядерных Исследований);
- 1970 — НПО «Ulduz», «Nord», «Azon», «Iskra», «Теллур», «Биллур» (1968);
- 1972 — Нахчыванский Научный Центр, позже ставший АН НАР;
- 1972 — Сектор микробиологии, позже — Институт Микробиологии (1994);
- 1972 — Автоматизированная Система Управления (ныне Институт Информационных Технологий);
- 1972 — Опытно-производственный завод при Институте Нефтехимических процессов;
- 1972 — Филиал Института Прикладной Физики, ныне Институт фотоэлектроники с опытным заводом;
- 1973 — Шекинская зональная научная база (ЗНБ), ныне — Шекинский Региональный Научный Центр;
- 1973 — Сектор восточных рукописей (ныне Институт рукописных исследований им. Физули);
- 1974 — Факультет астрофизики в Азербайджанском государственном университете (ныне БГУ);
- 1974 — НЦ «Каспий» при АН Азербайджанской ССР, с 1992 г. часть Азербайджанского Аэрокосмического Агентства;
- 1974 — Специальное конструкторское бюро географического и биологического приборостроения;
- 1975 — вторая Лаборатория физики высоких энергий в Институте Физики;
- 1976 — Сектор физики Земли в Институте геологии АН Аз. ССР;
- 1976 — НИИ виноградарства и виноделия в Мехтиабате;
- 1978 — НИИ Синтеза органического хлора в Сумгаите;
- 1978 — первый в СССР Институт космических исследований природных ресурсов (ныне Азербайджанское национальное аэрокосмическое агентство);
- 1978 — СКБ «Кибернетика»; СКТБМ с опытным заводом «Кристалл»;
- 1978 — Дарыдагский СКТБ с опытным заводом;
- 1979 — Технологический Институт в Гяндже;
- 1979 — Агсуинская НИ База в Ханларском регионе;
- 1979 — Сейсмическая станция на базе НЦ «Геофизика» в городе Куба;
- 1981 — Гянджинский региональный научный центр;
- 1981 — Опытный завод «Селен» и СКБ «Регистр» с опытным производством;
- 1982 — СКТБ «Реагент»;
- 1985 — Специальное конструкторско-технологическое бюро «Кристалл»;
- также — Карабахская научная база в Агдаме.

В период своего руководства Академией Наук Азербайджана, провёл 95 научных конференций, из них 20 международных и 25 всесоюзных.
В короткий период, под руководством академика Абдуллаева, учёными Академии Наук Азербайджанской ССР было получено свыше 1500 авторских свидетельств на изобретения, что в 7 раз больше, чем за все предыдущие годы существования азербайджанской Академии Наук. Получено 200 патентов в 34 странах мира, продан ряд лицензий. Подготовлено 180 докторов и 1545 кандидатов наук — рекорды, которые за 70 лет своего существования АН Азербайджана ещё никогда не переживала — ни до, ни после академика Гасана Абдуллаева.
После вынужденной отставки с поста президента АН Азербайджанской ССР 19 декабря 1983 года (за 10 дней до начала 1984 года), академик Г. Абдуллаев, оставаясь директором, продолжал ратовать не только за свой Институт физики, но и за развитие всех направлений науки и научно-исследовательской деятельности в Азербайджане, как к примеру, сейсмологии, во время общего собрания АН Азербайджанской ССР 17 декабря 1988.

## Научные отзывы
Алфёров Ж. И., академик СССР и РАН, вице-президент РАН, Нобелевский лауреат: «Гасан Багирович занимался исследованиями селена, старейшего полупроводникового материала. Он был предан селену всю жизнь и внёс много интересного в исследования селена и селеновых приборов, с которых начиналась вся физика полупроводников и полупроводниковых приборов. Гасан Багирович очень остро и быстро чувствовал новые направления в науке. Он блестяще защитил докторскую диссертацию, и после этого он уехал сюда, в Баку. Здесь раскрылся его организационный талант, и он скоро стал директором Института Физики. Благодаря его неутомимой энергии физическая наука в АН Азербайджана прогрессировала. Гасан Багирович пронёс через всю свою жизнь верность первому своему родному научному дому. Связь с Физико-Техническим институтом им. А. Ф. Иоффе была постоянна, он хранил верность Физ-Тех’у, его традициям. Он был исключительно великодушным учёным и добрым человеком. Свои связи с учёными Союза он поставил на служение подготовки научных кадров для родной республики. Все свои научные, дружеские связи он широко предоставлял своим ученикам. Позже, когда он стал Президентом АН Азербайджана, особенно ярко проявился его талант организатора науки. Открылась возможность продемонстрировать широту своих научных взглядов. Качества, необходимые Президенту Академии Наук, которыми, несомненно, обладали Президенты Союзной Академии Вавилов, Несмеянов, Келдыш, Александров, были полностью присущи и Гасану Багировичу. Это способность понять основную идею, видеть перспективу научного направления, широта научных взглядов.
Академик Абдуллаев широко практиковал посылку своих сотрудников на Международные конференции, во многие исследовательские центры за рубеж. В АН СССР Гасан Багирович быстро приобрёл большой авторитет. К нему прекрасно относились, это я точно знаю, знаю персонально, президенты АН СССР — Несмеянов, Келдыш, Александров.
Когда я приехал в первый раз в Баку, я почувствовал ещё одно замечательное качество Гасана Багировича — верность дружбе независимо от того, кто был его другом -будь это профессор и его учитель Д. Н. Наследов, или младшие научные сотрудники, без учёных степеней — А. А. Лебедев, Ж. И. Алфёров, Б.Царенков.
Он сыграл очень большую роль в моей жизни.
Гасан Багирович был настоящий учёный — интернационалист. Он понимал, что наука интернациональна. Нет азербайджанской науки, русской и т. д., а есть Мировая наука. В становлении научной общественности в Азербайджане, роль Гасана Багировича, как непревзойдённого организатора науки, огромная. Он прекрасно понимал роль и значение АН СССР в развитии Академий наук всех республик, высоко ценил взаимосвязь между Академиями наук республик.
Азербайджанский народ вправе гордиться своим замечательным сыном. Как бы он чувствовал себя, если бы он был жив? Наверно также как Келдыш или Александров. Когда мы вспоминаем своих Великих людей науки, хочется напомнить тем, от кого это зависит, насколько важна наука для экономики..
Гасан Багирович понимал, что Наука — это гарант будущего благоденствия. Он жил во имя этого и мы не забудем его заветы. Гасан Багирович вошёл в Науку в Физ-Техе. Мы часто его вспоминаем. Значит, он всегда останется с нами в Физико-техническом институте им. А. Ф. Иоффе. Его портрет будет занимать достойное место в галерее академиков, выросших в стенах нашего Института.».
Лотфи Заде, профессор, Университет Беркли, США: «Академик Г. Б. Абдуллаев — одна из основных фигур мировой физической науки».

## Память
- В 2008 году была выпущена почтовая марка Азербайджана, посвящённая академику Абдуллаеву.
- После смерти учёного Институт физики НАН Азербайджана поименован в честь академика Гасана Абдуллаева.
- В Институте физики АН Азербайджана создан большой музей памяти создателя Института академика Гасана Б. Абдуллаева, куда передан весь личный архив учёного.
- Названа улица в Баку.
- Мемориальный бронзовый барельеф со скульптурным портретом академика Абдуллаева на стене здания в Баку, где проживал учёный.
- Бронзовый барельеф с профилем академика Абдуллаева на внешней стене при входе в Институт Физики АМЕА в Баку.
- Названа школа в Джульфа, Азербайджан.
- В 2007 году был снят и показан на центральном канале AzTV1 документальный фильм Həsən Abdullayev xatirələrdə… («Гасан Абдуллаев в воспоминаниях», на азербайджанском языке).
- Обращаясь к народу по случаю Нового года 2001, президент Гейдар Алиев сказал, что каждый азербайджанец может справедливо гордиться такими корифеями второго тысячелетия, выдающимися учёными как Гасан Абдуллаев[34].
- В 2010 году журналист Аркадий Соснов опубликовал книгу «Калитка имени Алфёрова. 80 историй от нобелевского лауреата, рассказанных Аркадию Соснову», где одна из историй посвящена академику Абдуллаеву.
- Научное наследие академика изучается в том числе в Поволжском государственном университете телекоммуникаций и информатики, Самара.
- Труды академика Абдлуллаева используются и рекомендуются до сих пор, например в учебной программе по специальности химия в Белорусском государственном университете[35].
- В Баку в издательстве «Элм» («Наука») издана книга «Санкт-Петербургский Физтех в воспоминаниях физиков Азербайджана». Редактором книги является академик Ариф Гашимов, автором «Предисловия» бывший президент НАНА академик Махмуд Керимов. Книга состоит из статей — воспоминаний физиков Азербайджана, прошедших в этом институте аспирантуру, докторантуру, или стажировку. Сборник рассчитан на широкий круг читателей, интересующихся историей физики и техники полупроводников, и посвящается 90-летию Физико-технического института и памяти академика Г. Абдуллаева[36].
- В Германии в 2014 году на трёх языках (русском, английском и азербайджанском) издана книга «Президенты НАНА. Этапы славного пути» доктором исторических наук Земфирой Гаджиевой, где есть раздел про академика Г. Б. Абдуллаева.
- В 2018 году 100-летие академика Абдуллаева будет широко отмечаться в Азербайджане[37].

## Интересные факты
Академик Абдуллаев впервые ввёл в оборот научные термины «Живой селен», «Кислородный взрыв», «Свободнорадикальный пожар» и другие. Академик Абдуллаев — самоучка игры на традиционном азербайджанском музыкальном инструменте тар. В юные годы, помимо преподавания в качестве репетитора по математике, физике, химии, он подрабатывал игрой на азербайджанском таре в составе ансамбля республиканского радио.
Любил купаться зимой в холодном Каспийском море, в прорубях рек Нева в Санкт-Петербурге, в Москве реке, невзирая на погодные условия. Практиковал и увлекался национальным видом борьбы гюлеш.
Коллеги и сотрудники АН Аз. ССР и АН СССР называли академика Абдуллаева по инициалам его имени и второй части его отчества — «Г. Б.» Поэтому, в разных источниках имя академика проходит то как Г. М. Абдуллаев, то как Г. Б. Абдуллаев, то как Г. М-Б. Абдуллаев.

## Монографии и публикации
- Atomic Diffusion in Semiconductor Structures. G.Abdullaev, Gasan Mamed Bagir ogly Abdullaev. Harwood Academic Publishers, Jan 1, 1987 — Science — 340 pages. London-Paris-New York-Melbourn. (Атомная диффузия в полупроводниковых структурах. Г. Б. Абдуллаев и др. Атомиздат., Москва, 1980)
- "Исследование температурной зависимости анодной поляризации в электронных полупроводниках "(азерб. «Elektron yarımkeçirilərdə anod polyarizasiyasının temperatur asılılığının tədqiqi»). Абдуллаев Г. Б., Изд. АН Аз. ССР, Baky, 1948
- Электронные полупроводники и их применение. Elektron yarımkeçiricilər. Абдуллаев Г. Б., Изд. АН Аз. ССР, Baky, 1952
- Sərbəst elektron və onun tətbiqinin fiziki əsasları. Azərb.SSR Elmlər Akademiyası., nəşriyatı Bakı, 1954
- Полупроводниковые выпрямители (Yarımkeçiricilər düzləndiricilər). Г. Б. Абдуллаев. изд. АН Аз. ССР, Bakı, Azərb.SSR Elmlər Akademiyası Nəşriyatı 1958, 204 c.
- Физические процессы, происходящие в селене и селеновых приборах. Абдуллаев Г. Б., Баку., изд. АН Аз. ССР, 1959
- Вопросы металлургии и физики полупроводников. Абдуллаев Г. Б., Москва, изд. АН СССР, 1959
- Поверхностные и контактные явления в полупроводниках. Абдуллаев Г. Б., изд. Томск. ун-та. (Россия), 1964
- Радиоизотопы и их применение в физике полупроводников. Абдуллаев Г. Б. и др. изд. АН АзССР, Баку, 1964
- Исследование влияния подслоя Те на свойства селеновых вентилей. Абдуллаев Г. Б. и др.изд. ФИАН, Баку, 1964
- Селен,Теллур и их применение. Абдуллаев Г. Б. и др. изд. АН Азерб. ССР. Баку, 1965
- Полупроводниковые элементы в приборостроении (ТНТК). Абдуллаев Г. Б. и др. изд. Оптприбор, Москва, 1966
- Сложные полупроводники. Абдуллаев Г. Б. изд. АН Аз. ССР., Баку, 1966
- Спектроскопия твёрдого тела. Абдуллаев Г. Б. и др.изд. «Наука», Ленинград, 1969
- Некоторые вопросы физики электронно-дырочных переходов., Абдуллаев Г. Б. и др., Изд, «Элм», Баку, 1971
- Радиационная физика неметаллических кристаллов. Абдуллаев Г. Б. и др. «Наукова думка», Киев, 1971
- Селен и зрение. Абдуллаев Г. Б. и др.изд. «Элм», Баку, 1972
- Селеновые ограничители. Абдуллаев Г. Б. и др.изд. ИФАН, Аз,ССР, Баку, 1973
- Влияние селена на иммунологические особенности плазмы крови облучённых животных.(Радиобиология)Г. Б. Абдуллаев.и др. изд. АН Азерб. ССР, 1973
- Исследования по физике полупроводников. Г. Б. Абдуллаев. Баку, «Элм», 1974
- Физические свойства селена и селеновых приборов. Г. Б. Абдуллаев и др. Баку., изд. Элм, 1974
- Селен в Биологии. Г. Б. Абдуллаев. Баку., Изд. «Элм», 1974
- Фриттер селеновый. Абдуллаев Г. Б. и др. изд. ИФАН Аз. ССР, Баку, 1974
- Физика Селена. Абдуллаев Г. Б. и др. Баку, «Элм», 1975
- Полупроводниковые преобразователи. Абдуллаев Г. Б., 1974, Изд. «Наука» АН Азерб. ССР.
- Физика селеновых преобразователей. Г. Б. Абдуллаев и др. Баку, Изд. «Элм», 1981
- Nizami Gəncəvinin Elm Dünyası. H.B.Abdullayev və b. Azərbaycan dövlət Nəşriyyatı, 1991
- Взаимодействие лазерного излучения с полупроводниками типа А В. Г. Б. Абдуллаев и др. Баку., изд. «Элм», 1979
- Философские разговоры о физике. "Элм, "Баку. Fizikadan fəlsəfi söhbətlər. Bakı, «Elm».